# Herb Przasnysza
Herb Przasnysza – jeden z symboli miasta Przasnysz w postaci herbu. Wizerunek herbowy pochodzi z XVI wieku.

## Wygląd i symbolika
Herb przedstawia na srebrnej (białej) tarczy herbowej mur obronny z czerwonej cegły, a na nim trzy takowe baszty równej wysokości. Każda baszta nakryta jest stożkowatym dachem barwy czerwonej. W każdej baszcie znajduje się brama wejściowa i jedno okno łukowe nad nią, obydwa barwy czarnej. Obramowanie tarczy herbowej czarne.